# Liste des philosophes sceptiques de l'Antiquité
Cette liste donne les principaux philosophes sceptiques ainsi que leurs disciples ou auditeurs. Ces derniers ne font pas l'objet d'un article étant donné le peu de renseignements dont nous disposons sur eux.

## Ancien scepticisme
- Pyrrhon d'Élis (-360/-270), considéré comme le fondateur du scepticisme
- Timon de Phlionte, disciple de Pyrrhon d'Élis
  - Euryloque (philosophe)[1]
  - Philon d’Athènes (Philosophe)[1]
  - Hécatée d'Abdère
  - Nausiphane de Téos
  - Numénios d'Apamée (douteux, peut-être contemporain de Énésidème)
  - Dioscoride de Chypre
  - Nicolochos de Rhodes
  - Euphranor de Séleucie
  - Praylos de Troade ou Praulos de Troade
  - Eunule d'Alexandrie, maître de Ptolémée
  - Ptolémée de Cyrène, maître de Sarpédon et d'Héraclite
  - Sarpédon
  - Héraclite (considéré par Sextus Empiricus comme n'étant pas sceptique, malgré des ressemblances entre sa philosophie et celle du scepticisme ; voir Esquisses pyrrhoniennes, I, 29).

## Nouveau scepticisme
- Énésidème (entre 80 av. J.-C. et 130 apr. J.-C.), successeur d'Héraclide
- Xeusippe ?
- Xeusis ?
- Antiochos de Laodicée (ville de Syrie)
- Agrippa (fin du Ier siècle apr. J.-C.)
- Ménodote de Nicomédie (vers 150 apr. J.-C. ?)
- Théodas de Laodicée ?
- Hérodote de Tarse, successeur de Ménodote, maître de Sextus Empiricus
- Sextus Empiricus (début du IIIe siècle apr. J.-C.), médecin empirique, chef de l'école sceptique
- Saturninus, médecin empirique contemporain de Diogène Laërce (IX, 116) et successeur de Sextus Empiricus

Les partisans du scepticisme sont assez rares ; Victor Brochard signale, outre les philosophes de l'école :
- Lucius Licinius Sura, correspondant de Pline le Jeune
- Favorinus d'Arles (vers 80 - 90 apr. J.-C. - vers 150) (peut-être de la Nouvelle Académie)

Cicéron, quoiqu'on ne puisse l'affirmer sceptique avec certitude, se rapproche souvent du scepticisme dans ses raisonnements et conclusions. Augustin d'Hippone, quoique n'étant pas un sceptique, a quant à lui été profondément influencé par Cicéron, et utilise à son tour des méthodes sceptiques, en particulier dans le domaine de la théologie.